# ابی یوسف
ابی یوسف (به عربی: أبي يوسف) در الجزایر با جمعیت ۷٬۶۹۳ نفر است که در tizi ouzou province واقع شده‌است.